# Prosontes
Prosontes is een geslacht van hooiwagens uit de familie Cosmetidae.
De wetenschappelijke naam Prosontes is voor het eerst geldig gepubliceerd door C.J.Goodnight & M.L.Goodnight in 1945. 

## Soorten
Prosontes omvat de volgende 2 soorten:
- Prosontes brasiliensis
- Prosontes phalattes